# Castlewood (Colorado)
Castlewood és una concentració de població designada pel cens dels Estats Units a l'estat de Colorado. Segons el cens del 2000 tenia 25.567 habitants.

## Demografia
Segons el cens del 2000, Castlewood tenia 25.567 habitants, 9.770 habitatges, i 7.141 famílies. La densitat de població era de 1.605,1 habitants per km².
Dels 9.770 habitatges en un 38,9% hi vivien nens de menys de 18 anys, en un 61,4% hi vivien parelles casades, en un 8,9% dones solteres, i en un 26,9% no eren unitats familiars. En el 21% dels habitatges hi vivien persones soles el 3,3% de les quals corresponia a persones de 65 anys o més que vivien soles. El nombre mitjà de persones vivint en cada habitatge era de 2,61 i el nombre mitjà de persones que vivien en cada família era de 3,07.
Per edats la població es repartia de la següent manera: un 28% tenia menys de 18 anys, un 6,2% entre 18 i 24, un 28,3% entre 25 i 44, un 30,4% de 45 a 60 i un 7,2% 65 anys o més.
L'edat mediana era de 39 anys. Per cada 100 dones de 18 o més anys hi havia 92,6 homes.
La renda mediana per habitatge era de 80.983 $ i la renda mediana per família de 91.414 $. Els homes tenien una renda mediana de 66.250 $ mentre que les dones 40.200 $. La renda per capita de la població era de 37.891 $. Entorn de l'1,7% de les famílies i el 2,1% de la població estaven per davall del llindar de pobresa.

## Poblacions més properes
El següent diagrama mostra les poblacions més properes.